# Mariano de Araújo Matsinhe
Mariano de Araújo Matsinhe (ur. 1953) – mozambicki generał, polityk i przedsiębiorca, były minister bezpieczeństwa, w 1986 jako członek Biura Politycznego Komitetu Centralnego FRELIMO pełniący obowiązki prezydenta Mozambiku razem z pozostałymi 9 członkami.

## Życiorys
Należy do rządzącej partii FRELIMO i zasiadał w jej ścisłym kierownictwie. W 1974 należał do grona negocjatorów porozumienia z Lusaki, które doprowadziło do uzyskania niepodległości przez Mozambik. W latach 80. piastował stanowisko ministra bezpieczeństwa Dosłużył się również stopnia emerytowanego generała rezerwy. 19 października 1986 po śmierci w katastrofie lotniczej prezydenta Samory Machela jego obowiązki przejęło Biuro Polityczne KC FRELIMO, którego Matsinhe był członkiem. 6 listopada stanowisko prezydenta objął jeden z członków tego gremium, Joaquim Chissano. Obecnie jest związany z firmą z branży wydobywczej.